# گلادیاتورها (فیلم)
گلادیاتورها (سوئدی: Gladiatorerna) فیلمی در ژانر علمی–تخیلی به کارگردانی پیتر واتکینز است که در سال ۱۹۶۹ منتشر شد. از بازیگران آن می‌توان به جرج هریس اشاره کرد.